# Fornasinius fornasini
Fornasinius fornasini är en skalbaggsart som beskrevs av Bertoloni 1852. Fornasinius fornasini ingår i släktet Fornasinius och familjen Cetoniidae. Inga underarter finns listade i Catalogue of Life.